# 于克瑟涅
于克瑟涅（法語：Uxegney，法語發音：[yksəɲɛ] ⓘ）法国大东部大区孚日省的一个市镇，位于该省中部，距离省会埃皮纳勒市区以西大约6公里，属于埃皮纳勒区和埃皮纳勒城市圈公共社区。

## 地理
于克瑟涅（48°11'39"N, 6°22'13"E）面积8.94 平方千米，位于法国大東部大區孚日省，该省份为法国东北部内陆省份，北起默兹省和默尔特-摩泽尔省，西接上马恩省，南至上索恩省和贝尔福地区省，东临上莱茵省和下莱茵省。
与于克瑟涅接壤的市镇（或旧市镇、城区）包括：阿维耶尔河畔多梅夫尔、莱福日、达尔尼约勒、福姆雷、戈尔贝、桑谢。

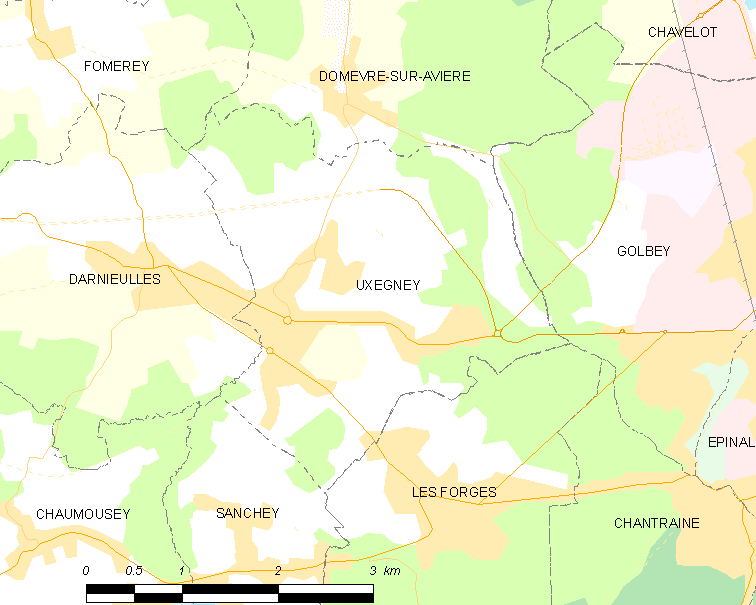
于克瑟涅的OSM定位图

于克瑟涅的时区为UTC+01:00、UTC+02:00（夏令时）。

## 行政
于克瑟涅的邮政编码为88390，INSEE市镇编码为88483。

## 政治
于克瑟涅所属的省级选区为戈尔贝县。

## 人口

1962-2008年间于克瑟涅人口变化图示

于克瑟涅于2022年1月1日时的人口数量为2249人。